# Rong'an
Rong'an är ett härad i Liuzhous stad på prefekturnivå i den autonoma regionen Guangxi i sydligaste Kina.